# Neckarkanal

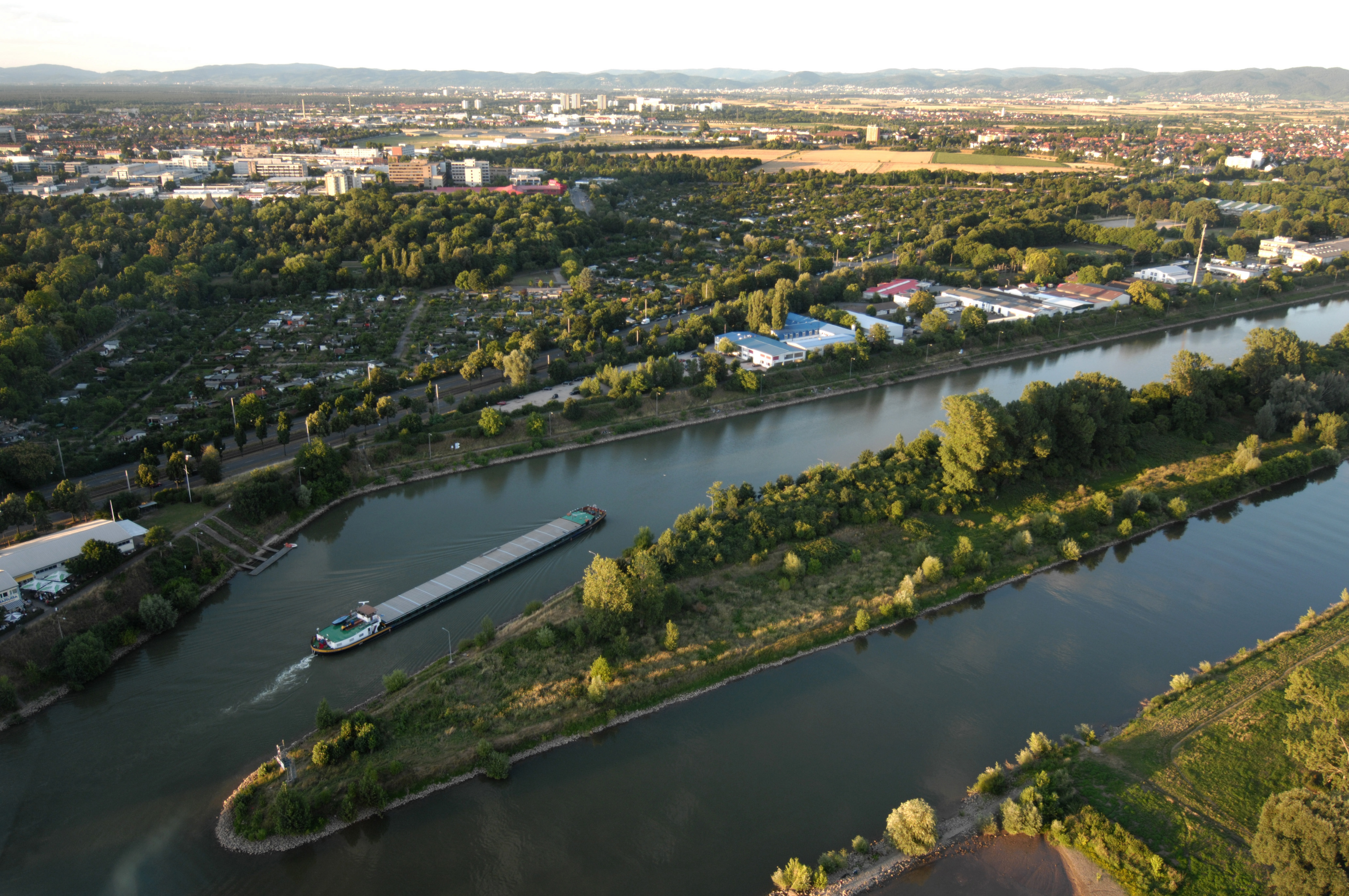
Neckar in Mannheim: ein Schiff steuert den parallel verlaufenden Neckarkanal (oben) an

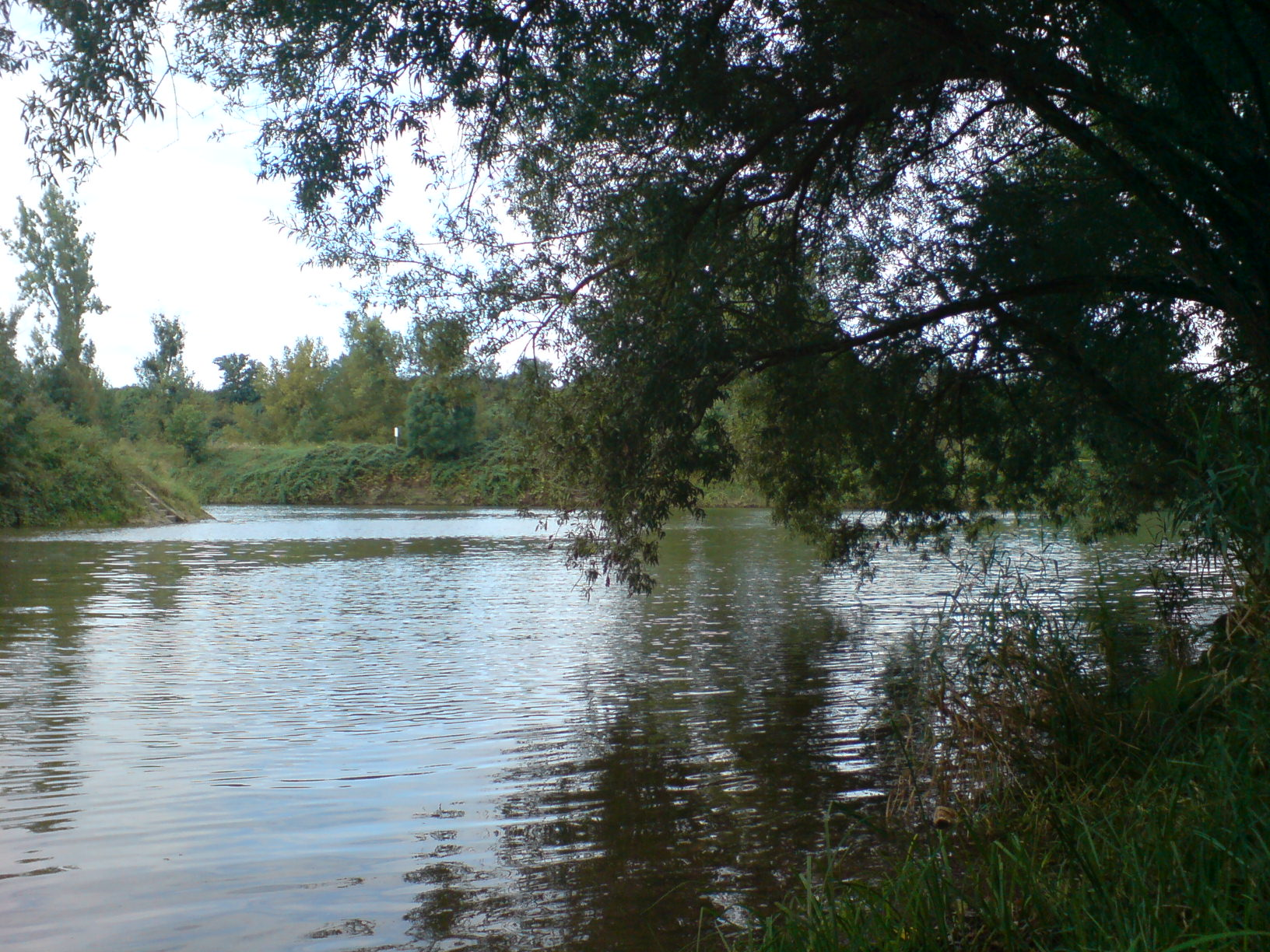
Der Kocher mündet in den Neckarkanal Kochendorf

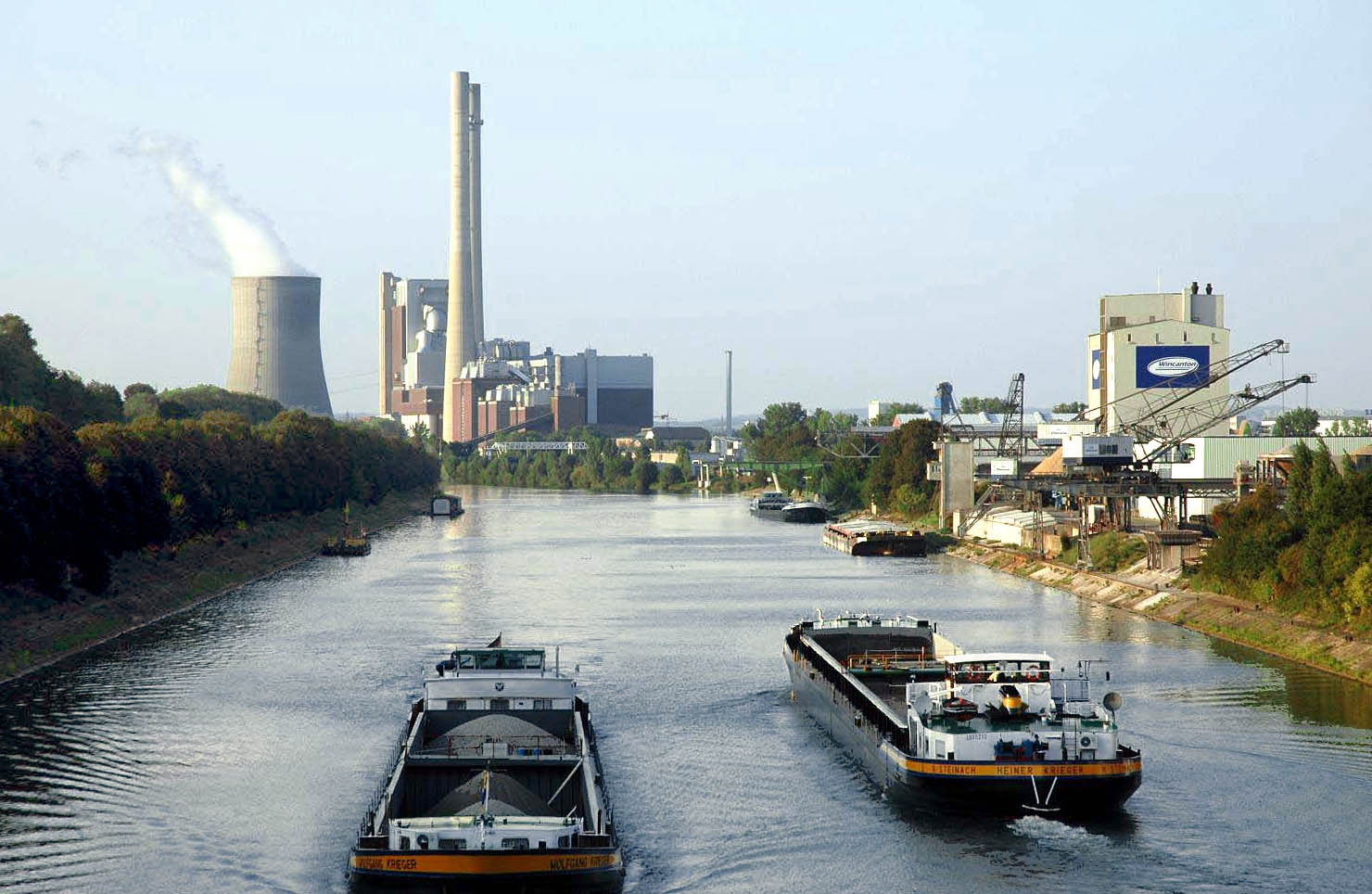
Der Kanalhafen Heilbronn ist ein Teil des Neckarkanals

Als Neckarkanal oder Neckar-Kanal bezeichnet man mehrere schiffbare, vom natürlichen Lauf des Neckars getrennte Kanäle in Baden-Württemberg. Ihrer Funktion nach sind sie Schleusenkanäle oder Schleusen- und Kraftwerkskanäle und als solche Teilstrecken der staugeregelten Bundeswasserstraße Neckar, zählen also nicht zu den Schifffahrtskanälen.
Darüber hinaus bestehen zwei schmale Kanäle mit der Bezeichnung Neckarkanal am nicht schiffbaren Oberlauf des Flusses.

## Kanäle
Kanalabschnitte mit Koordinaten, Gewässerkennzahlen und Längenangaben; die amtliche Benennung folgt in der Regel dem Rückflussort:
- Neckarkanal (Rottenburg) (Lage; GKZ 23815532), 0,8 km langer Kanal bei Rottenburg am Neckar
- Neckarkanal (Altenburg) (Lage; GKZ 238173912), 1,9 km langer Kanalabschnitt bei Reutlingen-Altenburg
- Neckarkanal Oberesslingen (Lage; GKZ 2383332), 2,4 km langer Kanalabschnitt bei Oberesslingen
- Neckarkanal Marbach (Lage; GKZ 2383792), 1,7 km langer Kanalabschnitt bei Marbach
- Neckarkanal Pleidelsheim (Lage; GKZ 238394), 3,6 km langer Kanalabschnitt bei Pleidelsheim
- Neckarkanal Besigheim (Lage; GKZ 2385112), 1,2 km langer Kanalabschnitt bei Besigheim
- Neckarkanal Lauffen (Lage; GKZ 2385312), 1,3 km langer Kanalabschnitt bei Lauffen
- Neckarkanal Horkheim (Lage; GKZ 2385394), 3,2 km langer Kanalabschnitt bei Horkheim
- Neckarkanal Heilbronn (Lage; GKZ 2385592), 3,8 km langer Kanalabschnitt bei Heilbronn
- Neckarkanal Kochendorf (Lage; GKZ 238594), 5,1 km langer Kanalabschnitt bei Kochendorf
- Neckarkanal Schwabenheim (Lage; GKZ 2389938), 5,4 km langer Kanalabschnitt bei Heidelberg-Wieblingen
- Neckarkanal Feudenheim (Lage; GKZ 2389992), 7,6 km langer Kanalabschnitt bei Mannheim-Feudenheim

## Übersicht
Für weitere Bauwerke siehe Liste der Neckarstaustufen.